# Bljač
Blaç en albanais et Bljač en serbe latin (en serbe cyrillique : Бљач) est une localité du Kosovo située dans la commune/municipalité de Dragash/Dragaš et dans le district de Prizren/Prizren. Selon le recensement kosovar de 2011, elle compte 1 455 habitants, tous albanais.
Selon le découpage administratif de la Serbie, la localité fait partie de la municipalité de Prizren.

## Démographie

### Évolution historique de la population dans la localité
| 1948 | 1953 | 1961 | 1971 | 1981  | 1991  | 2011  |
| ---- | ---- | ---- | ---- | ----- | ----- | ----- |
| 474  | 503  | 594  | 797  | 1 123 | 1 415 | 1 455 |

|  |